# Jean Humenry
 (février 2024).
 (février 2025).
Motif : autosourçage, multiples détournements de sources, notoriété, notabilité non démontrée. WP:CAA, WP:NPER, WP:CGN ou WP:NMA ? Article supprimé par le passé et recréé sans DRP (CI très probable entre Brian Thompson (d · c · b), Cybertom59 (d · c · b), Jeanmi57640 (d · c · b), voir ici et là)
- Archive Wikiwix
- Bing
- Cairn
- DuckDuckGo
- E. Universalis
- Gallica
- Google
- G. Books
- G. News
- G. Scholar
- Persée
- Qwant
- (zh) Baidu
- (ru) Yandex
- (wd) trouver des œuvres sur Wikidata

| 1. | Préciser le motif de la pose du bandeau. | Précisez le motif de la pose du bandeau en utilisant la syntaxe suivante : {{admissibilité à vérifier\|date=juin 2025\|motif=remplacez ce texte par le motif}}                    |
| 2. | Informer les utilisateurs concernés.     | Pensez à avertir le créateur de l'article, par exemple, en insérant le code ci-dessous sur sa page de discussion : {{subst:avertissement admissibilité à vérifier\|Jean Humenry}} |

 (avril 2025).
 (juin 2025).
La mise en forme du texte ne suit pas les recommandations de Wikipédia : il faut le « wikifier ».
Les points d'amélioration suivants sont les cas les plus fréquents. Le détail des points à revoir est peut-être précisé sur la page de discussion.
- Les titres sont pré-formatés par le logiciel. Ils ne sont ni en capitales, ni en gras.
- Le texte ne doit pas être écrit en capitales (les noms de famille non plus), ni en gras, ni en italique, ni en « petit »…
- Le gras n'est utilisé que pour surligner le titre de l'article dans l'introduction, une seule fois.
- L'italique est rarement utilisé : mots en langue étrangère, titres d'œuvres, noms de bateaux, etc.
- Les citations ne sont pas en italique mais en corps de texte normal. Elles sont entourées par des guillemets français : « et ».
- Les listes à puces sont à éviter, des paragraphes rédigés étant largement préférés. Les tableaux sont à réserver à la présentation de données structurées (résultats, etc.).
- Les appels de note de bas de page (petits chiffres en exposant, introduits par l'outil «  Source ») sont à placer entre la fin de phrase et le point final[comme ça].
- Les liens internes (vers d'autres articles de Wikipédia) sont à choisir avec parcimonie. Créez des liens vers des articles approfondissant le sujet. Les termes génériques sans rapport avec le sujet sont à éviter, ainsi que les répétitions de liens vers un même terme.
- Les liens externes sont à placer uniquement dans une section « Liens externes », à la fin de l'article. Ces liens sont à choisir avec parcimonie suivant les règles définies. Si un lien sert de source à l'article, son insertion dans le texte est à faire par les notes de bas de page.
- La présentation des références doit suivre les conventions bibliographiques. Il est recommandé d'utiliser les modèles {{Ouvrage}}, {{Chapitre}}, {{Article}}, {{Lien web}} et/ou {{Bibliographie}}. Le mode d'édition visuel peut mettre en forme automatiquement les références.
- Insérer une infobox (cadre d'informations à droite) n'est pas obligatoire pour parachever la mise en page.

Pour une aide détaillée, merci de consulter Aide:Wikification.
Si vous pensez que ces points ont été résolus, vous pouvez retirer ce bandeau et améliorer la mise en forme d'un autre article.
Jean Humenry est un auteur-compositeur-interprète français né le 26 mai 1946 à Tarbes (Hautes Pyrénées).
Il est principalement connu pour sa production musicale ciblée en direction du jeune public et plus généralement d'un auditoire familial. Une partie de son répertoire est constituée de chansons abordant des thèmes religieux (prières chrétiennes, témoignages, réflexions autour de la foi...) alors qu'une autre est plus généraliste et balaye les champs sociétaux et humanistes. Le style musical est issu des styles pop, blues et rock.
Jean Humenry a aussi mené pendant plus de 40 ans des ateliers d’écriture avec des enfants. Ainsi seront écrites et composées plus de 450 chansons.
Son répertoire est ponctuellement interprété lors d'événements caritatifs locaux, à vocation humaniste laïque ou chrétienne,.

## Biographie

### Enfance
Émerveillé par les chansons de Mireille et de Jean Nohain diffusées sur le poste de radio familial, il découvre la chanson française en écoutant Georges Brassens au collège puis Jacques Brel au lycée, expériences qui seront révélatrices de sa passion et de l'orientation de ses activités vers la chanson. Chef scout (IIIe Tarbes, Groupe Jeanne d'Arc, Scouts de France) Jean Humenry se familiarise avec la chanson jeune public à cette époque, tout en se nourrissant du scoutisme et qui aura une influence importante sur son œuvre[source secondaire souhaitée].

### Influences et premières formations musicales
Avec l’arrivée du rock, il monte son premier groupe : Les Narvals. Puis il fonde à dix-sept ans, le groupe folk Les Étrangers. Plusieurs passages à la télévision, la sortie de trois 45 tours chez DMF, suivis d’un album 33 tours chez Reflets Studio SM, voient le groupe s’affirmer. Après des études de lettres modernes à l’université de Pau et son service militaire à Castelsarrasin, Jean Humenry participe avec Les Étrangers à une tournée aux côtés de John Littleton, chanteur de gospel et de spiritual. Il rencontre alors Bernard Haillant, Mannick, Gaëtan de Courrèges et Jo Akepsimas, avec qui il va créer le groupe Crëche.en 1969[source insuffisante]

### Premier album solo et reconnaissance médiatique
En 1971, il enregistre son premier album 30cm, Chansons comme ci, chansons comme ça, sur des textes de Jean Debruynne, prêtre-ouvrier et poète surréaliste[source secondaire souhaitée] et sous la direction musicale du compositeur Patrice Sciortino. Parmi les titres de cet album, la chanson "La rose de mon jardin", éditée également en 45T, lui vaut la récompense de la Rose d’Or de Doué-la-Fontaine[pertinence contestée]. Un second album 30cm de la même veine sort l’année suivante, Le ciel d’en-haut, le ciel d’en-bas, qui lui vaut d’être invité par deux fois dans l’émission télévisée de Jacques Chancel, Le grand Échiquier,[source secondaire souhaitée].
Après avoir quitté le groupe Crëche, il monte un nouveau groupe, L’Équipage.

### Période fertile pour l'écriture et la composition. Succession d'albums
Il installe en 1975 dans l’Oise le premier home studio, où il enregistre plusieurs albums, dont De Face et de profil et Le temps d'aimer.
En 1980, Unidisc publie Le monde n’est pas à ma taille. En 1981 et 1982, avec le soutien du parolier Frank Thomas et de l’arrangeur Jean Musy, les albums Fatima et Je cours dans ma tête sont produits par Claude Carrère. La chanson Je cours dans ma tête obtient un certain succès en étant diffusée sur France Inter[réf. nécessaire].
En 1998, Auvidis Jeunesse sort l'album auto-produit Jardin de chansons pour un enfant, d’après des poèmes de Robert-Louis Stevenson, et en 2000 le CD En voiture, bien noté par la critique[réf. incomplète].

### Accident de santé
En 2004, l’artiste est victime d’un accident vasculaire cérébral qui va le laisser pour un temps hémiplégique. Le travail pour retrouver ses capacités permettront des travaux de rééditions ou de publications d’inédits[réf. nécessaire]. Ainsi les éditions Comme-ci, comme-ça publient en 2005 4 livres-CD intitulés L’univers de l’écocitoyen, puis en 2006 l’aboutissement d’un long travail en collaboration avec Jean Debruynne sur la vie de Robert Louis Stevenson avec la publication du livre-CD Sur les pas de Robert-Louis Stevenson[réf. nécessaire].
En 2009, le label ADF sort un coffret anthologie de 4 CD Aussi loin qu’ici[réf. nécessaire].

### Rétablissement et retour à la production musicale
En 2010 Jean Humenry revient à la production musicale interrompue depuis 6 ans et sort un album pour les enfants Chansons pour passer une bonne journée, puis en 2011 un autre intitulé Sans doute produit et réalisé par son fils Charles Humenry, album qu'il évoque le 29 septembre 2011 dans l'émission de France Inter Sous les étoiles exactement, présentée par Serge Le Vaillant, à laquelle il participe,[source secondaire souhaitée]

### Dernier album
En novembre 2016 un nouvel album préparé depuis 5 ans sort sous l'appellation éponyme d'un des 15 titres qu'il contient : Boucler la boucle, chez ADF-Bayard Musique / Harmonia Mundi. Il est présenté par Jean Humenry comme son ultime album. Dans celui-ci, Jean Humenry invite des musiciens qui ont ponctué sa carrière. Une chorale virtuelle et éphémère avec plus de 150 voix provenant du monde entier se retrouvent à la fin du titre J’vois comme des petits miracles. La totalité des bénéfices générés par la vente de cet album est offerte par Jean Humenry à l’Association La Voix de l'enfant[source insuffisante].
Contrairement à ce que laissait supposer le titre de cet album, un double CD voit le jour en 2024, Derrière les étoiles/Je sais un peu de chemin.
En 2019, Nicolas Céléguègne publie une biographie chez L'Harmattan, dans la collection Cabaret : Jean Humenry, itinéraire d'un chanteur obstiné.

## Discographie
En 2017, Jean Humenry apparaît dans plus de 1200 œuvres inscrites au répertoire SACEM[source secondaire souhaitée].

### 45 Tours
Avec Les Étrangers :
- 1966 (45T DMF 26 106): Le milliardaire - Je voudrais être un enfant - Sur ma guitare - Dans le vieux port de St Malo
- 1966 (45T DMF 26 960) : Demoiselle - Va le vent - Aux quatre chemins - Le morceau de craie
- 1966 (45T DMF 261 279) : La belle Marjolaine - Les deux bouquets - Bam bam (le cantonnier) - Mon père
- 1969 (45T SM 17M-340): Mister washboard - Je sais un peu de chemin - Le passeur - C'est pas la peine

Autres :
- 1970 : Dans mon vieux coucou (45T Reflets SM 17 373) : Dans mon vieux coucou - La chanson du chat-huant - moi, je fume la pipe en bois - l'horloge de la gare
- 1971 : Si nous fêtions Noël (45T Studio SM, SM 17 394 ) : Puisque Noël nous vient - Et d'abord - Madame, ma voisine - Christmas dream (instrumental par Martial Murray) - Jésus mon cher filleul
- 1971 : Sur les chemins du monde (45T Studio SM, SM 17 412) : avec le groupe Crëche (Mannick, Jo Akepsimas, Bernard Haillant, Jean Humenry, Gaëtan de Courrèges) - Sur les chemins du monde (avec Gaëtan de Courrèges)
- 1972 : La rose de mon jardin (45T Studio SM, SM 17 442) : La rose de mon jardin - la rose (dit par Pierre Hiegel)
- 1972 : Contest 3 - chante Francine Cockenpot (45T Studio SM, SM 17 M 468) : Ecclésiaste 70 - Gauche, droite - Grégorien - Rouge et blanc
- 1972 : Rien que Noël (45T Studio SM, SM 17 502) : Rien que Noël - Parce que c'est Noël ce soir
- 1975 : La vie est là N° 4 (45T Studio SM, SM 17 638) : O père je suis ton enfant (avec Fabienne Waroux) - Chantons, faisons la fête / Seigneur voici mes mains - Donne-moi ton esprits (par Fabienne Waroux et l'Equipage)
- 1976 : Jeunes en prières 3 - Routes chantantes (45T Studio SM, SM 17 652 collectif) : La route est courte
- 1978 : Kil-soleil ( Unidisc ACA 475) : Que tu sois blanc, que tu sois noir - La route est ouverte - Non stop - Les yeux grands ouverts - Bienvenue à toi

Les Etrangers accompagnant Raymond Fau :
- 45 tours SM 17 M-266 : Les sabots - Moi sans soleil - Au marché de ma ville - Dans le vent du soir
- 1969 (45 Tours SM 17 M-341) : Chansons et prières 1 : Oh qu'elle est longue - Ô Seigneur dans le soir - Oh s'en vienne l'automne - Dans mon pays albigeois
- 33 Tours SM  30 270 (1967) : Veillée avec Raymond Fau : enregistrement public avec Les Etrangers (Jean Humenry, Yves de Gaillande, Nils Larde), Bernadette Salvan, Jean Weber, Les collégiennes de la chanson, Raymond Fau : Va le vent - Bam, bam - Je voudrais être un enfant

### Autres albums
- 1970 : La pastorale de Cucugnon (33T Studio SM, SM 30 358 - participation)

Le bon Dieu commençait - La chanson d'Isaïe - Mes amis, écoutez-moi (avec Raymond FAU) - Pour l'amour d'Israël - un enfant nous est né 
- 1971 : Noël à tous les vents (33T Studio SM, SM 30 431), conte et chansons de Jean Debruynne et Raymmond Fau, avec Rellys Pierre Hiegel, Jean Humenry et Raymond fau, orchestre Patrice Sciortino

 Quand la minuit sonne au flûtiau - Berger vous rêvez - Je me rappelle tout ça par coeur - Sous les sabots du vent
- 1973 : Jésus Christ (33T Studio SM, SM 30 503 collectif)

 C'est pas vrai que Jésus
- 1973 : Rencontres (33T Studio SM, SM 30 537 collectif) : Le retour de Jésus Christ

- 1973 : Chantons ensemble 1 (33T Arc en ciel SM 30 539), avec l'Équipage, réalisation et participation) : Jolie bouteille, sacrée bouteille

- 1973 : Crëche (33T Arc en ciel SM 30 555) (en solo) : Allez changer vos têtes - Mille fois oh !

- 1974 : Rencontres de Jésus Christ (Studio SM, SM 30 589, collectif) : Jésus me provoque en image - J'étais docteur en religion - J'avais toujours raison - Quand la religion s'agenouille

- 1974 : Murva la louve - Noël en Vivarais (33T Studio SM, SM 30 611 collectif) - La complainte du vieil âne gris

- 1974 : La fête des santons (33T Studio SM, SM 30 615 collectif) : Chanson de l'agent de police - Bergers, il est préférable (avec le groupe Crëche)

- 1974 : 1000 chants - 1.amour - amitié (K7 Arc en ciel K 30) :

 Auprès de ma blonde - Les gars de Locminné - Passant par Paris - Fanchon - Mariez-vous, la belle ! - La rose au boué - Farandole de Provence - Farandole de Tarascon - Monsieur l'curé n'veut pas - Perrine était servante - Ne pleure pas Jeannette - Lou baylero - Mon ami me délaisse - Sont trois jeunes garçons - Le roi a fait battre tambour - Belle qui tiens ma vie - Aux marches du palais - Ah ! mon beau laboureur - Summer is a coming (par les monts) - Derrière chez nous il y a la montagne - Aqueros mountagnos - Se canto - Amis, autrefois - Ah ! que nos pères étaient heureux - C'est à boire - Chevaliers de la table ronde - En avant, parcourant le monde - Par les monts et par les plaines - Ils étaient trois garçons - Ade nun - adieu mes vieux amis ! - Donne à ton homme - Tous les amis (Washington square) - Autour de la flamme (ha tikva) - When the saints (veux-tu r'trouver) - Sur la face (Saint James infirmary) - I'm rolling (je l'avance) - terre fraternelle - Ecoutez comme le chant résonne - I want to be ready (viens-tu à la fête ?) - Bim bam baia - Chantons tous - J'ai laissé là-bas - Michaël
- Folklores, musiques, chansons (33T Almusic ALM 301)

 Aimes-tu partir ? - A la campagne - A la claire fontaine - Alle Vögel sing schon da - A Saint-Malo - Au chant de l'alouette - Ah ! dites-moi, charmante bergère - Le bateau qui s'endort - C'est Jean-François de Nantes - C'est l'aviron - C'était un fameux navire - Les chants de la montagne - Le corsaire le grand coureur - La Danaé - La fille du labouroux - Fresqueto - Hardi les gars, vire au guindeau ! - Il était un petit navire - Ja die Holzknecht - Les marins de Groix - Les marins de notre ville - Marin prend sa serpe - Mettez la chaloupe à l'eau - Miren a dit - Nous aimons vivre au fond des bois - Nous n'irons plus au bois - Oh oup ! - Plantons la vigne - Quand j'étais chez mon père - Quand le bouvier vient du labour - Quand l'hiver et son cortège - Le retour du marin - Tout au fond de la mer
- 1976 : Chansons de France - Collection "Chantons Ensemble" (33T Arc en ciel SM 30 671) avec Raymond Fau

C'est l'aviron - J'entends le coucou - avec Raymond FAU et Fabienne Waroux - Ayda loule - Fleur d'épine
- 1976 : Paroisses et communautés 3 - Pentecôte (33T Studio SM, SM 30 683 collectif)

donne-moi ton esprits (avec Fabienne WAROUX)
- 1976 : Sur les chemins de la vie (33T Studio SM, SM 30 707 collectif)

sur les chemins du monde (avec Gaëtan de Courrèges)
- 2002 : En paraboles (CD ATELIERS DU FRESNE/RYM MUSIQUE 198 697-2) - Chansons écrites et interprétées par Mannick, Jo Akepsimas, Jean Humenry et Gaëtan de Courrèges

En paraboles (Mannick, Jo Akepsimas, Jean Humenry,Gaëtan de Courrèges) - Et moi, et moi (Jean Humenry) - Dix de perdues (Jean Humenry) - Les derniers seront les premiers (Mannick, Jo Akepsimas, Jean Humenry,Gaëtan de Courrèges) - Rien, presque rien (Mannick, Jo Akepsimas, Jean Humenry,Gaëtan de Courrèges)

## Chansons coécrites avecFrank Thomas, musique de Jean Humenry
- Le champ de betteraves (1981)
- Faruk (1981)
- Toi l'curé (1981)
- Le réveil (1981)
- Fatima (1981)
- Camarade Mohamed (1981)
- J'veux pas mourir (Tombé du 5e étage) (1981)
- Je cours dans ma tête (1982)
- Vieilles nouvelles (1982)
- Quand je parle de ma terre (1982)
- Je te reviens (1982)
- Crépy en Valois et en blues (1982)
- La mère (1982)
- Le bayou d'Anjou (1982)